# Mesoleptidea unalaskae
Mesoleptidea unalaskae là một loài tò vò trong họ Ichneumonidae.